# Babyloniaca

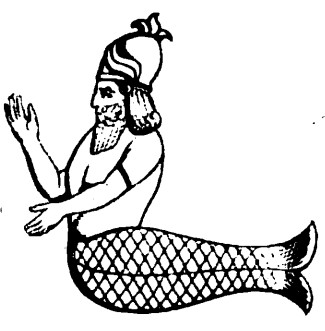
Illustratie van Oannes op een basreliëf uit Khorsabad, anoniem, voor 1854. De 'vis-mens' Oannes leerde de eerste Babyloniërs over de oudste geschiedenis.

De Babyloniaca of Geschiedenis van Babylon (Oudgrieks: Βαβυλωνιακά / Babyloniaka) is een boek, dat in het Grieks werd geschreven door de Babylonische priester van Bel en historicus Berossus en omstreeks 290 v.Chr. uitgegeven. Het werd waarschijnlijk geschreven in opdracht van de Macedonische, Seleucidische koning Antiochus I Soter. Volgens Plinius de Oudere ging de geschiedenis 490.000 jaar terug.

## Opbouw, inhoud en bronnen
De Babyloniaca bestaat uit drie boeken: het eerste gaat over de schepping en volgt de Babylonische mythe, zoals die in Enuma Elish wordt uiteengezet. Daarin overwint Mardoek de godin Tiamat en ordent hij het universum. De eerste mensen leren over de schepping door het zeemonster Oannes. Oannes leert hen alle kennis, waaronder de astronomie. Deze vroegste geschiedenis wordt door het tweede boek gevolgd, dat door loopt tot de regering van Nabonassaros (747-734 v.Chr.). Het verhaal van de Grote Vloed en de laatste Babylonische koning vóór de vloed, Xisouthros (waarschijnlijk het Griekse equivalent van de Soemerische Ziusudra), komt in dit tweede boek voor. Het derde boek liep waarschijnlijk van Nabonassaros tot koning Antiochus I zelf.
De Babyloniaca heeft het evenmin als Manetho's werk overleefd en is slechts bekend door het werk van andere schrijvers, onder meer van Flavius Josephus, Eusebius van Caesarea en de Byzantijnse auteur Georgius Syncellus (vroeg 9e eeuw). Net als Manetho was Berossus een man van twee culturen: de inheemse en overheersende Griekse. Juist daarom konden zij putten uit de oudste bronnen van hun eigen cultuur, bronnen die meestal ontoegankelijk waren voor andere onderzoekers: de tempelarchieven. De belangstelling voor de oudste tradities van zowel Mesopotamië als Egypte was tijdens de Griekse, Romeinse, Byzantijnse en Islamitische, Arabische overheersing tanende en al gauw verdween het vermogen de oude talen te kunnen lezen en schrijven tot het in de 19e eeuw weer door wetenschappers werd ontdekt en eigengemaakt.

## Eerste boek
De tekst van de drie boeken is overgeleverd via Eusebius' Chronicon en Syncellus' Ecloga Chronographica. Een grote groep mensen van verschillende etniciteit hadden zich in het gebied van Babylonië gevestigd, maar ze leefden er zonder discipline of orde. Dat veranderde toen een 'vis-mens', genaamd Oannes, uit de Perzische Golf opdook. Oannes leek op een vis, maar had een menselijk hoofd en voeten, at nooit, kon spreken en zowel op het land als in de zee leven. Hij bracht hen kennis bij: stedenbouw, tempelstichting, wetgeving, grenzen afperken, landverdeling, planten en oogsten. Oannes liet geschriften aan hen na over de schepping en de wereldheerschappij. Na Oannes volgden soortgelijke monsters. 
In een tijd dat er enkel duisternis en water was leefden er volgens Berossus' allegorie wezens met afwijkende vormen: mensen met twee vleugels, met vier vleugels en twee gezichten, met het hoofd van een vrouw én een man en dubbel geslacht, met geitenpoten en geitenhorens op hun hoofd, met paardenhoeven, met de vorm van een hippo-centaur, met een paardenhoofd, met een vissenstaart, met het lichaam van een stier en een mensenhoofd; maar ook honden met vier lichamen en vissenstaarten en paarden met hondenkoppen; vissen, slangen, kruipende wezens en allerlei uit twee dieren samengestelde wezens. Op de tempelmuren van Bel waren de gedaanten afgebeeld. Omorka (Thalatt, Thalassa, Selene de maangodin, Tiamat) heerste over deze wezens. Bel stond tegen haar op, deelde haar in tweeën (hemel en aarde) en vernietigde haar monsters. Bel (de Griekse Zeus) gaf een god (Kingu) opdracht zijn eigen hoofd af te hakken en uit zijn bloed en modder werden de eerste mensen gemaakt. Door het bloed van de opgeofferde god bezaten de mensen verstand en deelden ze in de wijsheid van de goden.

## Tweede boek
Gedurende 120 saroi (3600 jaar), 432.000 jaar, leefden er tien Babylonische koningen:
- Aloros (10 saroi)
- Alaparos (3)
- Amelon (13)
- Ammenon (12)
- Amegalaros (18)
- Daonos (10)
- Euedorankhos (18)
- Amempsinos (10)
- Otiartes (8)
- Xisouthros (18)

Amelon regeerde vanuit de stad Pautibiblon. Tijdens Ammenons regering, na veertig saroi, verscheen het zeemonster, de Annedotos Oannes. Gedurende Daonos' regering verschenen er weer vier zeemonsters. Odakon verscheen onder Euedorankhos. Tijdens Xisouthros' regering kwam de Grote Vloed. Kronos verscheen hem in een droom en openbaarde hem dat op de vijftiende dag van de maand Daisios de mensheid zou worden vernietigd. Kronos gaf hem opdracht 'de tabletten' (de eerste, middelste en laatste, met de wijsheid van de goden) in Sippar, de 'Stad van de Zon' te begraven. Daarna moest Xisouthros een schip bouwen voor zijn familie en vrienden, er provisie inslaan alswel wilde dieren, vogels en alle vierbenige dieren opvangen. Het schip was 5 stadiën lang en twee breed. Toen alles gereed was ging hij met zijn vrouw, kinderen en vrienden naar binnen. Toen de stormvloed bedaarde zond de koning vogels uit: de eerste vogels kwamen terug, de tweede met modder aan de klauwen en de derde keerden niet terug. Xisouthros ging met zijn vrouw, dochter en stuurman naar buiten, toen het schip op een berg bleef steken en richtte een altaar op voor de goden. Daarna verdwenen zij naar de plaats van de goden en werden niet meer gezien. De overblijvers groeven in Sippar de tabletten op en stichtten nieuwe steden. Volgens Syncellus was de berg, waarop het schip bleef steken, de Ararat, maar Josephus schreef, dat het volgens Nicolaus van Damascus om Baris ging, een andere grote berg in Armenië.
Na de vloed heerste Euekhoios vier neroi (600 jaar), 2400 jaar en na hem zijn zoon Khomasbelos vier neroi en vijf sossoi (60 jaar), 2700 jaar. Van de vloed tot de inval van Babylonië door de Guti ('Meden') (22e eeuw v. Chr.) heersten 86 koningen gedurende 33.091 jaar. Acht Medische koningen regeerden 244 jaar, daarna 11 koningen 28 jaar, vervolgens 49 Chaldese koningen 458 jaar en 9 Arabische koningen 245 jaar. Dan volgde de regeringsperiode van Semiramis (Sammuramat, de vrouw van Samshi-Adad V van Assyrië, 810-782 v. Chr.) over Assyrië. Daarop volgden er 45 koningen, die 526 jaar heersten, tot Tiglat-Pileser III (Phulos in de Bijbel) aan de macht kwam, de opvolger van Nabonassaros.

## Derde boek
Dan volgen op Nabonassaros en Phulos Senakheirimos (Sennacherib), zijn broer, Akise (Marduk-zakir-Shumi II), Beladas (Marduk-apla-iddina II), Belibos (Bel-ibni), nogmaals Senakheirimos, Asordanios (Esarhaddon), Samoges (Shamash-shum-ukin), zijn broer Sardanapallos (Kandalanu), Nabopalassaros (Nabopolassar), Naboukhodonosoros (Nebukadnezar II), Euilmarudokhos (Evil-Merodach), Neriglisaros (Neriglissar), Laborosoardokhos (Labashi-Marduk), Nabonnedos (Nabonidus), Kyros (Cyrus de Grote), Kambyses (Cambyses), Dareios (Darius I), Xerxes Xerxes I en Artaxerxes Okhos (Artaxerxes III Ochus).

## Ontvangst en overlevering
In de klassieke oudheid lijkt er weinig moeite te zijn gedaan Berossus' Babyloniaca door kopieën te behouden. De Babyloniaca was waarschijnlijk niet bij het grote publiek bekend, omdat het niet geschreven was om die doelgroep te behagen. Het stond niet bol van spannende levensverhalen van individuele koningen. Ook kan het gebrek aan invloed worden toegeschreven aan het feit dat Babylon verloren ging voor de Grieks-Romeinse wereld en over ging naar het Parthische Rijk. Rond 50 v.Chr. was Babylon praktisch verlaten. Ktesias van Knidos' Persica uit ca. 400 v.Chr. bleef daarom het standaard verhaal over de geschiedenis van het oude Mesopotamië.
Berossus werd geciteerd om zijn astronomische en astrologische informatie, via de verscheidene werken van de Griekse filosoof en historicus Poseidonios van Apamea (130-50 v.Chr.), door Vitruvius Pollio, Plinius de Oudere en Seneca de Jongere en later door Cleomedes, Aetius, Pausanias, Athenaeus, Censorinus en Palchus. Christelijke en Joodse schrijvers namen delen van Berossus' werk over via Alexander Polyhistor en Juba van Mauretanië. Zo nam Josephus van Alexander over, evenals de christelijke auteurs Tatianus van Syrië, Theophilus en Titus Flavius Clemens. Het werk van Alexander en Juba zelf is niet bewaard gebleven. Ook Abydenos en Sextus Julius Africanus namen over van Berossus via Alexander en Juba, maar ook hun werk werd niet bewaard. Maar Eusebius van Caesarea nam uit hun werk stukken over in zijn Chronicon (De Kroniek) om de heidense geschiedenis te 'synchroniseren' met die van christenen en joden. Hiëronymus droeg er samen met een Armeense vertaling en Georgius Syncellus' Ecloga Chronographica zorg voor dat Chronicon bewaard bleef. Agathias, Moses van Chorene, Hesychius van Alexandrië en Pseudo-Justinus gebruikten de Chronicon als bron. Het zijn vooral de christelijke bisschop Eusebius en de jood Josephus, die fragmenten van Berossus' Babyloniaca in hun geschriften hebben bewaard. Het is opmerkelijk de reden te vernemen van hun belangstelling: Eusebius zag zich genoodzaakt de juistheid van de chronologie van de Bijbel, door Berossus' Babyloniaca weersproken, te bewijzen en veilig te stellen en Josephus moest weerleggen dat een ander volk ouder dan de joden kon zijn.    
Door deze overlevering zijn de meeste namen van de Babylonische koningen in Berossus' originele tekst nu verloren. Een uitzondering hierop zijn de namen van de tien 'antediluviaanse' koningen (van voor de vloed) en sommige koningen na Tiglat-Pileser III.

## Edities & vertalingen
- Die Fragmente der griechischen Historiker (FGrHist), nr. 680.
- I.P. Cory (introd. trad. anot.), Ancient fragments of the Phoenician, ChaldÆan, Egyptian, Tyrian, Carthaginian, Indian, Persian, and other writers : with an introductory dissertation and an inquiry into the philosophy and trinity of the ancients, Londen, 18322.
- S.M. Burstein (trad.), The Babyloniaca of Berossus, Malibu, 19802. ISBN 9780890030035
- G.P. Verbrugghe - J.M. Wickersham (introd. trad.), Berossos and Manetho, introduced and translated. Native traditions in ancient Mesopotamia and Egypt, Ann Arbor, 1996 (= Ann Arbor, 2001). ISBN 9780472086870
- G.E.E. De Breucker (introd. ed. com.), De Babyloniaca van Berossos van Babylon : inleiding, editie en commentaar, diss. Rijksuniversiteit Groningen, 2012.